# Poland, Maine
Poland är en kommun (town) i Androscoggin County i Maine. Vid 2010 års folkräkning hade Poland 5 376 invånare.

## Kända personer från Poland
- Bert M. Fernald, politiker